# Желтоглазый пингвин
Желтоглазый пингвин, или великолепный пингвин, или антиподов пингвин (лат. Megadyptes antipodes) — вид птиц семейства пингвиновых, единственный невымерший вид рода Megadyptes. Также известен под маорийским названием хоихо.

## Внешний вид
Своим строением тела именно Megadyptes antipodes больше всего близок к вымершим пингвинам. Из ныне живущих видов наиболее родственный род хохлатых пингвинов.
Рост взрослых птиц достигает 70—75 см, масса — около 6—7 кг. Продолжительность жизни составляет обычно 10—12 лет, в неволе некоторые экземпляры доживают до 20 лет.
Большинство самок уже с двухлетнего возраста могут откладывать яйца.
Внешне похож на других пингвинов.
Голова покрыта как золотисто-жёлтыми, так и черноватыми перьями, подбородок и горло с коричневатым оттенком. Спина чёрная, грудь белая, ноги и клюв красные.
Название «желтоглазый» получил по жёлтой полосе около глаз.

## Ареал
Основное место обитания — острова от юга Южного острова Новой Зеландии до архипелага Кэмпбелл, в частности, залив Курио. Некоторые экземпляры достигают островов Баунти и Антиподов на востоке и острова Маккуори на юге. Климат в местах обитания пингвина умеренный, гнездятся птицы в местных растениях, недалеко от океана. При гнездовании обычно образуют пары, колонии встречаются редко. Самка откладывает, как правило, одно или два яйца.
Данный вид пингвинов — один из самых редких среди пингвиновых, численность его, несмотря на большой ареал, оценивается как чуть более 4 тысяч особей.
Великолепный пингвин хорошо плавает и ныряет, но в море ему угрожают морские львы и акулы. Ещё большая угроза — несвойственные его местам обитания завезённые человеком животные: крысы, свиньи и другие.

## Эпидемия 2004 года
На проблему численности повлияла и эпидемия 2004 года, когда в районе полуострова Отаго от не выясненных до конца причин погибло от половины до двух третей птенцов. Подобная болезнь, в меньших масштабах, была замечена и на острове Стюарта.

## Великолепный пингвин и человек
Этот вид находится под угрозой исчезновения. На Берегу Катлинс на Южном острове образована 12-километровая охраняемая зона, где для пингвинов созданы наиболее благоприятные условия. Там, на территории около 50 га, в настоящее время проживает около 10 % мировой популяции.
На юго-востоке Южного острова также развивается и набирает популярность туризм для желающих посмотреть на пингвинов великолепных.
Великолепный пингвин изображён на реверсе банкноты в 5 новозеландских долларов.

## Галерея
- Небольшая колония на островах Окленд
- Почтовая марка СССР